# Ragazza di schiena
Ragazza di schiena è un'opera di Giuseppe Migneco. Eseguita nel 1941, appartiene alla Collezione Alberto Della Ragione ed è esposta alla Galleria Novecento di Firenze. 

## Descrizione
Il dipinto si inserisce nel periodo in cui l'artista aderisce al gruppo di "Corrente". Dalla stesura pittorica dell'opera si evince l'influenza di Van Gogh che condizionò l'attività di Migneco nel periodo 1935-1945.